# Osijek
Osijek (Hongaars: Eszék; Duits: Esseg, Essegg of Essek) is een stad en gemeente in het noordoosten van Kroatië. De stad ligt aan de rivier de Drava en telt 96.848 inwoners (2021). 
Het is daarmee de vierde stad van het land en de grootste stad van het landsdeel Slavonië. Het is de hoofdstad van de provincie (županija) Osijek-Baranja. De stad heeft een universiteit (sinds 1975) en een regionaal vliegveld en is bekend om haar barokarchitectuur.

## Geschiedenis
Osijek is ontstaan bij de belangrijkste doorwaadbare plaats in de rivier de Drava. De plaats werd door Kelten bewoond en de Romeinen stichtten er hun nederzetting Mursia, dat in 351 de hoofdplaats van een vroegchristelijk bisdom werd. Later verschenen er achtereenvolgens Slaven en Hongaren in het gebied. In 1196 werd de stad voor het eerst onder haar huidige (Slavische) naam genoemd. De stad behoorde in die periode tot het koninkrijk Kroatië, dat (onder een Hongaarse koning) één geheel vormde met Hongarije. In 1526 namen de Ottomaanse Turken Osijek in. De Turkse sultan liet er een indrukwekkende houten brug over de Drava en de aangrenzende moerassen bouwen. Keizerlijke Oostenrijkse troepen onder Eugenius van Savoye verdreven de Turken in 1687. Onder Habsburgs bewind werd de geheel verwoeste stad opnieuw opgebouwd. De stad kreeg te maken met immigratie door Duitsers, die in 1945 nog ongeveer de helft van de bevolking zouden vormen. In 1712 was de nieuwe vesting, ontworpen door Maximilian de Gosseau, voltooid. In 1786 werden de drie afzonderlijke stadsdelen Tvrđa (de vesting), de Bovenstad en de Benedenstad bestuurlijk verenigd. In 1809 kreeg Osijek de status van Vrije Koninklijke Stad (binnen het Hongaarse deel van Oostenrijk-Hongarije). Het werd de hoofdstad van het comitaat Verőce, dat na de val van de Dubbelmonarchie in 1920 moest worden afgestaan aan het latere Joegoslavië.
De stad was tot 1945 het culturele centrum van de Donau-Zwaben. Aan het eind van de Tweede Wereldoorlog moesten zij het land verlaten.
Aan het begin van de jaren negentig van de 20e eeuw lag Osijek als Kroatische grensstad maandenlang onder Servisch vuur, maar de nieuwe republiek Kroatië slaagde erin de stad te behouden. De oorlog eiste er circa 800 burgerslachtoffers. De materiële schade in de binnenstad was relatief beperkt.

## Stadsbeeld
Osijek is een ruim opgezette stad met veel groen. De oudste gedeelten van Osijek liggen op de rechteroever van de Drava. De drie na 1687 gestichte onderdelen zijn nog steeds herkenbaar.
Tvrđa is de barokke vestingwijk. Binnen de vesting bevindt zich het Drievuldigheidsplein (Trg Sv. Trojstva) met enkele militaire gebouwen en een pestzuil uit 1729. Het hart van de Bovenstad (Gornji Grad) is het plein Trg Ante Starcevica, daterend uit het fin de siècle. In de Bovenstad bevindt zich ook het symbool van de stad, de neogotische Petrus- en Pauluskerk (Župa Sv. Petra i Pavla, 1894-1900). Dit stadsdeel ten westen van de citadel werd vanaf 1692 gebouwd en mocht oorspronkelijk alleen door katholieken bewoond worden. In 1698 volgde de Benedenstad (Donji Grad), waar andersgelovigen vanouds wel terechtkonden (voornamelijk Servisch Orthodoxe bewoners). 
Osijek is samen met Zagreb ook de enige stad in Kroatië die beschikt over een stadstram.

## Stadsdelen
Osijek bestaat uit 7 stadsdelen:
- Tvrđa (Vesting; Hongaars: Erőd)
- Gornji grad (Bovenstad; Hongaars: Felsőváros)
- Donji grad (Benedenstad; Hongaars: Alsóváros)
- Novi grad (Nieuwe stad; Hongaars: Újváros)
- Industrijska četrvt (Industriegebied; Hongaars: Iparnegyed)
- Retfala (Weidedorp; Hongaars: Rétfalu)
- Jug II. (Zuid II; Hongaars Dél II)

## Dorpen in de gemeente, bevolking volgens census 2011
- Brijest, 1.187 inwoners
- Briješće, 1.318 inwoners
- Josipovac, 4.101 inwoners
- Klisa, 324 inwoners
- Nemetin, 139 inwoners
- Osijek, 84.104 inwoners
- Podravlje, 357 inwoners
- Sarvaš, 1.884 inwoners
- Tenja, 7.376 inwoners
- Tvrđavica, 578 inwoners
- Višnjevac, 6.680 inwoners

## Bevolking
De bevolking van Osijek bestond in 2001 hoofdzakelijk uit Kroaten (99.234 van de 114.616 inwoners), gevolgd door 8767 Serviërs en 1154 Hongaren (zie Hongaarse minderheid in Kroatië). In 1910 lagen de verhoudingen anders: van de 31.388 toenmalige inwoners waren er 12.625 Kroaat, 11.239 Duitser, 3729 Hongaar en 2889 Serviër. 
Tussen 2001 en 2021 is de bevolking van 114,616 naar 96,848 gedaald. Het hoogste inwoneraantal werd bereikt in 1991, toen bedroeg de bevolking van Osijek 129,792. Sinds de Kroatische Onafhankelijkheidsoorlog was begonnen, ging de bevolking dalen. Na de oorlog bleef deze trend doorgaan zoals in meerdere Kroatische steden en dorpen. Mede door emigratie, een dalend geboortecijfer en een oplopend sterftecijfer. 
Hongaarse minderheid
De Hongaarse minderheid in Osijek (Eszék in het Hongaars) heeft beschikking over een eigen onderwijscentrum. In de Eszék Magyar Iskola is een creche, kinderopvang, basisschool, middelbare school en een bibliotheek te vinden. De scholen geven les in de Hongaarse taal. Radio Osijek zendt elke dag een programma van een half uur in de Hongaarse taal uit. Ook heeft de stad een Hongaars hoofdconsulaat. 
In het stadsdeel Retfala (Hongaars: Rétfalu) staat een Hongaars Gereformeerde Kerk.

## Verkeer en bereikbaarheid

tramlijnen in Osijek

Osijek heeft een eigen trambedrijf en is daarmee naast het trambedrijf van Zagreb uniek in Kroatië. Het tramnetwerk bestaat uit twee lijnen, 1 die van oost naar west loopt via het centrum en een lijn die door de zuidelijke delen van de stad rijdt en een circuit in het centrum volgt.
Verder is het bijzonder dat de stad 8 treinstations kent.
Osijek is via de autosnelweg A5 verbonden met het Kroatische snelwegnet, de A5 zal de komende jaren worden uitgebouwd richting de Hongaarse grens.
De stad heeft een eigen luchthaven; Luchthaven van Osijek.

## Onderwijs
Sinds 1990 heeft Osijek een Universiteit; de Josip Juraj Strossmayer Universiteit van Osijek.

## Sport
NK Osijek is de professionele voetbalclub van Osijek en speelt in de Opus Arena. De club is sinds de onafhankelijkheid van Kroatië actief in de hoogste voetbaldivisie, de Hrvatska Nogometna Liga en won één keer de Kroatische voetbalbeker. Een ander stadion in de stad is het Stadion Gradski vrt. 

## Geboren
- Krunoslav Slabinac (1944-2020), zanger
- Davor Šuker (1968), voetballer
- Igor Cvitanović (1970), voetballer
- Biljana Borzan (1971), politica
- Ante Vučemilović-Šimunović (1974), voetbalscheidsrechter
- Mario Galinović (1975), voetbaldoelman
- Jurica Vranješ (1980), voetballer
- Jelena Dokić (1983), Servisch-Australisch tennisster
- Goran Ljubojević (1983), voetballer
- Dario Vidošić (1987), Australisch voetballer
- Dario Bel (1988), voetbalscheidsrechter
- Domagoj Vida (1989), voetballer
- Borna Barišić (1992), voetballer
- Donna Vekić (1996), tennisster

Bjelovar · Čakovec · Dubrovnik · Gospić · Karlovac · Koprivnica · Krapina · Osijek · Pazin · Požega · Rijeka · Šibenik · Sisak · Slavonski Brod · Split · Varaždin · Virovitica · Vukovar · Zadar · Zagreb
Steden (gradovi): Osijek · Beli Manastir · Belišće · Donji Miholjac · Đakovo · Našice · Valpovo

Gemeenten (općine): Antunovac · Bilje · Bizovac · Čeminac · Čepin · Darda · Donja Motičina · Draž · Drenje · Đurđenovac · Erdut · Ernestinovo · Feričanci · Gorjani · Jagodnjak · Kneževi Vinogradi · Koška · Levanjska Varoš · Magadenovac · Marijanci · Petlovac · Petrijevci · Podgorač · Podravska Moslavina · Popovac · Punitovci · Satnica Đakovačka · Semeljci · Strizivojna · Šodolovci · Trnava · Viljevo · Viškovci · Vladislavci · Vuka